# Douchy-Montcorbon
Douchy-Montcorbon is een gemeente in het Franse departement Loiret (45) (regio Centre-Val de Loire). De plaats maakt deel uit van het arrondissement Montargis. Douchy-Montcorbon is op 1 januari 2016 ontstaan door de fusie van de gemeenten Douchy en Montcorbon. Douchy-Montcorbon telde op 1 januari 2022 1.362 inwoners.

## Geografie
De oppervlakte van Douchy-Montcorbon bedroeg op 1 januari 2022 50,12 vierkante kilometer; de bevolkingsdichtheid was toen 27,2 inwoners per km².

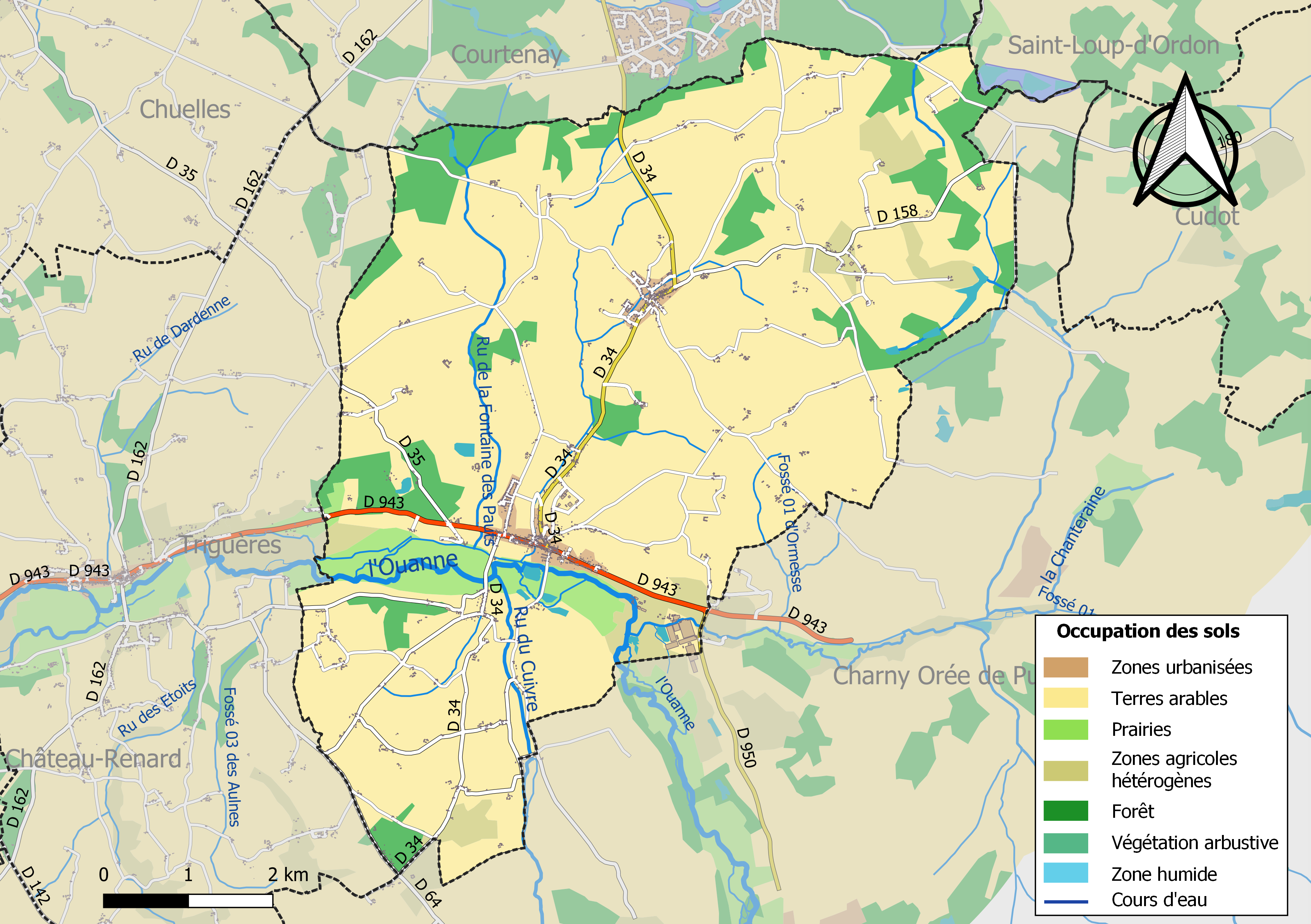
Kaart van de gemeente met de belangrijkste infrastructuur, bodemgebruik en omliggende gemeenten